# Уакашу
Уакашу (на японски :на японски: 若衆, в превод „млад човек/младеж“) е исторически японски термин, означаващ юноша, използван предимно през периода Едо, преди 1868 г. Статусът на Уакашу се изобразявал с прическа.

## Външен вид и церемонии
Уакашу най-правилно се счита момче на възраст, на която главата му е била частично обръсната (маегами) (около 7 – 17 годишна възраст), след която всяко момче излиза от ранна детска възраст и може да започне официално образование, чиракуване или работа извън дома, и церемонията за пълнолетие на генпуку (средата на тийнейджърските до началото на 20-те години), която бележи прехода към зряла възраст.   През този период уакашу носели отличителна прическа, с малка обръсната част на темето на главата и дълги кичури отпред и отстрани и обикновено облечени в кимоно с отворени ръкави (уакиаке); момчета от по-богати семейства можели да носят фуризод. След церемонията за навършване на пълнолетие, предните кичури бивали обръснати, придавайки вид характерен за възрастните мъже (чонмаге), и момчето започвало да носи кимоно в мъжки стил със заоблени ръкави. Въпреки че всяко лице би било определено като дете, уакашу или възрастен, времето, през което един индивид бил в границата между двете (периода на уакашу) е относително гъвкаво. Това дава възможност на семействата и покровителите да се приспособят към развитието и обстоятелствата на отделното момче.

## Сексуалност

### В изкуствата
Шудо (букв. Начинът на момчешката любов) се свързва както с еротична проницателност (особено сред самураите), така и с художествена изтънченост. В книгата си „Естетиката на момчешката любов“ Тарухо Инагаки пише, че само „членовете на привилегированата класа могат да разберат насладите на момчешката любов“. Характерната красота на уакашу, която е мимолетна, се сравнява с вишневите цветове. Култът към младежката мъжка красота в японската литература може да се проследи още в класиката от 11-ти век „Сказание за Генджи“, чийто герой е описан като „толкова привлекателна фигура, че другите мъже изпитваха желание да го видят като жена“.
Уакашу присъстват активно в дърворезбите от периода Едо, където те често се различават от женските красавици на същите снимки само с меч или обръснато петно на темето на главата им. В еротичните щампи (шунга) те често се изобразяват като по-женствени от техните партньорки. В някои дърворезби на уакашу не е ясно дали показаните герои са юноши или проститутки, представящи се за уакашу, за да развълнуват клиентите си.
Проституцията и актьорството са били тясно свързани в ранния театър Кабуки. На жените е забранено да бъдат актриси в Кабуки през 1629 г. в опит да се преборят с проституцията, и така ролите на жени и млади момчета започват да се изпълняват от уакашу. Въпреки това, тъй като сексуалните услуги на уакашу били не по-малко търсени, на тях също е забранено да се появяват на сцената през 1652 г. и тези роли са поети от възрастни актьори оннагата или актьори от уакашу-гата, специализирали в роли на юноши от мъжки пол.

## Излизане от употреба
В ерата на Мейджи терминът е остарява; първите значения са заменени с новия термин шонен, а последните със свързаната конструкция бишонен („красиво момче“).